# Alfons Tallert
Alfons Tallert (* 18. Mai 1916 in Lehe (Bremerhaven); † 1. September 2006 in Bremerhaven) war als deutscher Sozialdemokrat Bremerhavens Bürgermeister und Stadtverordnetenvorsteher.

## Leben
Tallert wollte nach der Schulzeit ursprünglich Kapitän werden. Er musterte auf einem Küstensegler als Schiffsjunge an, brachte es bis zum Vollmatrosen, wurde kurz vor seiner Offiziersausbildung 1938 zum Reichsarbeitsdienst und später zur Kriegsmarine eingezogen. Er war nach dem Zweiten Weltkrieg seit 1945 bei den amerikanischen Streitkräften in Weddewarden beschäftigt, zuerst als Chefdolmetscher, dann als Personalchef der 1600 Zivilangestellten. Er war seit 1950 Mitglied der SPD Bremen. 1951 wurde er zum Mitglied der Bremerhavener Stadtverordnetenversammlung und 1955 zum  SPD-Fraktionsvorsitzenden gewählt. Er gehörte von 1958 bis 1983 als Schul- und Kulturdezernent dem Magistrat in Bremerhaven an, 1965 übernahm er zusätzlich das Amt des Bürgermeisters. Aufbau und Weiterentwicklung der Bremerhavener Schulen, die Erhaltung des Stadttheaters Bremerhaven als Drei-Sparten-Bühne und der Aufbau des Deutschen Schifffahrtsmuseums waren wichtige Aufgaben in seiner Zeit. Nach dem Ausscheiden aus dem Magistrat war Tallert vom 25. September 1983 bis zum 25. Oktober 1995 Stadtverordnetenvorsteher. Als solcher leitete er die Parlamentssitzungen in der Seestadt.

## Ehrungen
- Verdienstorden der Bundesrepublik Deutschland, Bundesverdienstkreuz 1. Klasse, durch Bundespräsident Roman Herzog (1996)
- Outstanding Civilian Service Medal, eine der höchsten amerikanischen Auszeichnungen für ausländische Zivilisten (1982)